# Шевченко Анжеліка Вікторівна
Анжеліка Вікторівна Шевченко (нар. 29 жовтня 1987, Севастополь) — українська спортсменка-легкоатлетка, яка спеціалізується у бігу на середні відстані.
Одружилася з російським бігуном Валентина Смирнова і переїхала в Санкт-Петербург, а також отримала російське громадянство.

## Досягнення
2011 — Чемпіонат Європи в приміщенні, Париж, Франція
8-ме місце — 1500 м (4:18.19)